# ツェリンマ茶
ツェリンマ茶 (つぇりんまちゃ)とは、ブータンで広く飲まれているハーブティーの一種。名称の「ツェリンマ」は、ブータンにおいて長寿や富、繁栄を司るとされている女神である「ツェリンマ」に由来する。
ブータンでは伝統的な薬として飲まれている。ツェリンマ茶は、紅花（ブータンではグルグムと呼称される）の花弁とタマラニッケイ（シンツハ）の根皮を主たる原料としており、これがツェリンマ茶の風味を形作っている。